# Dajr ad-Dubban
Dajr ad-Dubban (arab. دير الدبان) – nieistniejąca już arabska wieś, która była położona w Dystrykcie Hebronu w Mandacie Palestyny. Wieś została wyludniona i zniszczona podczas I wojny izraelsko-arabskiej, po ataku Sił Obronnych Izraela w dniu 24 października 1948.

## Położenie
Dajr ad-Dubban leżała w górzystej okolicy na pograniczu Szefeli z Judeą, w odległości 26 kilometrów na północny zachód od miasta Hebron. Według danych z 1945 do wsi należały ziemie o powierzchni 7 784 ha. We wsi mieszkało wówczas 730 osób.
| własność gruntów | powierzchnia gruntów (hektary) |
| ---------------- | ------------------------------ |
| Arabowie         | 7 777                          |
| Żydzi            | 0                              |
| publiczne        | 7                              |
| Razem            | 7 784                          |

| Rodzaj użytkowanych gruntów | Arabowie (hektary) | Żydzi (hektary) |
| --------------------------- | ------------------ | --------------- |
| uprawy oliwek               | 153                | 0               |
| uprawy zbóż                 | 5 358              | 0               |
| nieużytki                   | 2 368              | 0               |
| zabudowane                  | 58                 | 0               |

## Historia
W 1596 Dajr ad-Dubban była dużą wsią o populacji liczącej 396 osoby. Mieszkańcy utrzymywali się z upraw pszenicy, jęczmienia, oliwek i owoców, oraz hodowli kóz i produkcji miodu.
W okresie panowania Brytyjczyków Dajr ad-Dubban była średniej wielkości wsią.
Podczas I wojny izraelsko-arabskiej w maju 1948 wieś zajęły wojska egipskie. We wsi stacjonowały siły arabskich ochotników z Arabskiej Armii Wyzwoleńczej i egipskiego Bractwa Muzułmańskiego. W końcowej fazie operacji Jo’aw w nocy z 23 na 24 października wieś zajęli Izraelczycy. Przed przybyciem izraelskich żołnierzy większość mieszkańców uciekła. Ci, którzy pozostali, zostali zmuszeni do opuszczenia wioski, a następnie wyburzono wszystkie jej domy.

## Miejsce obecnie
Na gruntach należących do Dajr ad-Dubban powstał w 1955 moszaw Luzit.
Palestyński historyk Walid Chalidi, tak opisał pozostałości wioski Dajr ad-Dubban: „Łatwo rozpoznawalne są stare drogi wioski. Istnieją również pozostałości kamiennych tarasów i jaskinie”.